# Cycas siamensis
Cycas siamensis är en kärlväxtart som beskrevs av Friedrich Anton Wilhelm Miquel. Cycas siamensis ingår i släktet Cycas, och familjen Cycadaceae. IUCN kategoriserar arten globalt som sårbar. Inga underarter finns listade i Catalogue of Life.